# Figlie e ribelli
Figlie e ribelli (titoli orig. : Hons and Rebels o Daughters and Rebels: An Autobiography) è l'autobiografia di Jessica Mitford, britannica.
Il libro di memorie, oggi un classico, descrive l'infanzia aristocratica di una dei numerosi figli di Lord e Lady Redesdale: la giovinezza nell'eccentrica e leggendaria famiglia dell'autrice, i conflitti di pensiero tra lei comunista e le altre due sorelle Unity e Diana, che invece erano ardenti sostenitrici del nazismo.
L'opera ha riscosso totale apprezzamento dalla scrittrice J. K. Rowling, che, quando lesse il libro da ragazza, trovò nella figura della Mitford la sua eroina assoluta.

## Edizioni italiane
- Figlie e ribelli, traduzione di Ada Arduini, Prefazione di Christopher Hitchens, Introduzione dell'Autrice (1989), Collana BUR Scrittori Contemporanei, Milano, Rizzoli, 2009, ISBN 978-88-170-3088-5. - BUR, Milano, Rizzoli, 2025, ISBN 978-88-171-9283-5.